# 23 Kołobrzeski Pułk Artylerii Lekkiej
23 Kołobrzeski pułk artylerii lekkiej (23 pal) – oddział artylerii lekkiej ludowego Wojska Polskiego.
Pułk został sformowany 28 lipca 1944 roku, we wsi Sadki, w okolicach Żytomierza), na podstawie rozkazu nr 0130 dowódcy 1 Armii Wojska Polskiego z 5 lipca 1944 roku, w składzie 6 Pomorskiej Dywizji Piechoty. 17 października 1944 roku w Sadkach żołnierze pułku złożyli przysięgę.

## Działania bojowe
Podczas operacji warszawskiej wspierał działania 14 i 16 pułku piechoty,
Od 19 stycznia do 11 lutego 1945 brał udział w walkach o przełamanie pasa przesłaniania Wału Pomorskiego, m.in. w natarciu na Nadarzycki Rejon Umocniony. Następnie walczył pod Wielobokami, Rudkami, Iłowcem i na zachód od Nadarzyc. W marcu uczestniczył w natarciu pod Wierzchowem wspierając walkę 14 pułku piechoty.
W Kołobrzegu wspierał piechotę na terenie stacji kolejowej i w porcie. W kwietniu zabezpieczał 1 DP na podejściach w czasie forsowania Odry, a pod koniec miesiąca uczestniczył w ciężkich walkach w rejonie Ktinigsforst i Friesack. Szlak bojowy zakończył nad Łabą 3 maja 1945.
|  |  |  |  |

|  |  |  |  |

## Okres powojenny

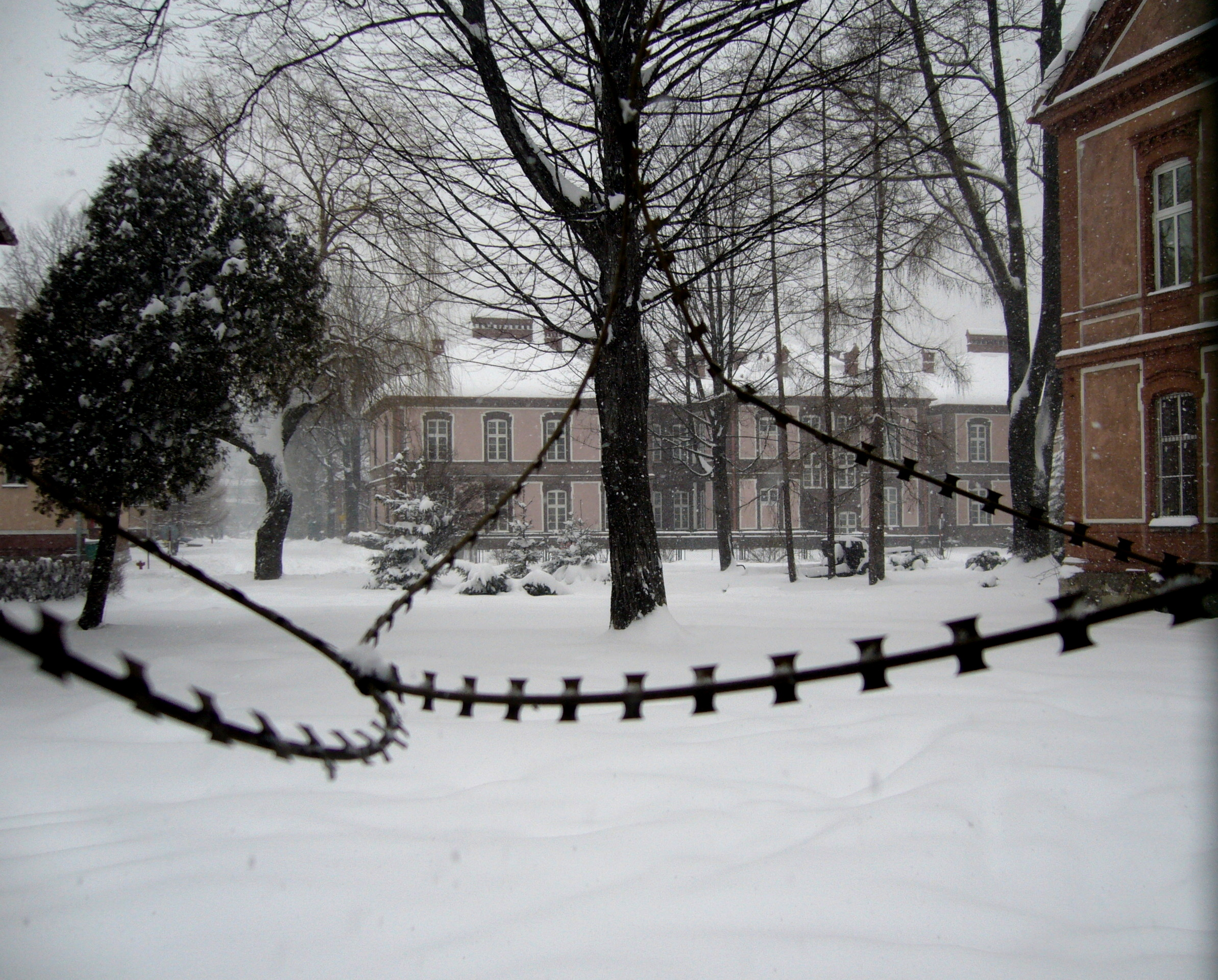
Koszary w Bielsku-Białej – miejsce stacjonowania pułku

Po zakończeniu działań wojennych pułk stacjonował w garnizonie Biała
29 września 1945 roku pułk otrzymał nazwę wyróżniającą "Kołobrzeski".
Na początku 1948 roku wprowadzono w pułku w miejsce baterii armat 76 mm baterię haubic 122 mm. 13 czerwca 1948 roku oddział otrzymał sztandar ufundowany przez społeczeństwo miasta i powiatu Bielsko-Biała oraz Biała Krakowska. W kwietniu 1952 roku jednostka podporządkowana została dowódcy 29 Dywizji Piechoty. W listopadzie 1955 roku, po rozformowaniu 29 DP, pułk ponownie podporządkowano dowódcy 6 DP.
W kwietniu 1957 pułk przeformowany został w 23 Kołobrzeski Dywizjon Artylerii Armat i podporządkowany bezpośrednio dowódcy Warszawskiego Okręgu Wojskowego
. 30 marca i 1 kwietnia 1985 roku dywizjon przetransportowany został do garnizonu Zgorzelec. 2 kwietnia tego roku podporządkowany został dowódcy Śląskiego Okręgu Wojskowego, a następnie włączony w skład nowo powstałej 23 Brygady Artylerii Armat.

## Żołnierze pułku
Dowódcy
- mjr Anatol Lisiewicz (15 IX 1944 – 24 IV 1945[7][8])
- mjr Piotr Bykow (16 III – 31 III 1945)[9]
- płk Jan Nowakowski (1 IV 1945 – 31 V 1946)[9]
- ppłk Władysław Cywiński (1 VI – 15 XII 1946)[9]
- ppłk Paweł Bole (16 XII 1946)[9]
- mjr Józef Petruk (I 1951 – XII 1952)

Zastępcy dowódcy ds. polityczno-wychowawczych
- por. Władysław Hołowiński (7 XI 1944 – 28 II 1945)
- mjr Bolesław Wolniak (31 III – XI 1945)
- por. Włodzimierz Laszuk
- kpt. Władysław Koblański

Szefowie sztabu
- mjr Grzegorz Pokotiłło (11 VII 1944 – 3 II 1945)
- kpt. Leonid Leszczyński (4 II – 26 II 1945)
- mjr Dogobert Łańcut (27 II – 30 VII 1945)
- mjr Aleksiej Łobanow (1 VIII – 30 X 1945)
- ppłk Józef Kozieł (2 XI 1945 – 7 V 1946)
- mjr Wiktor Pawłow (8 V – 15 IX 1946)
- mjr Jerzy Ponomarew (16 IX – 20 XII 1946)
- mjr Jan Maziarz (21 XII 1946)

Oficerowie:
- Józef Baryła

Odznaczeni Srebrnym Krzyżem Orderu Virtuti Militari
kpt. Władysław Hołowiński

## Skład etatowy
Dowództwo i sztab
- 3 x dywizjon artylerii
  - 2 x bateria artylerii armat
  - 1 x bateria artylerii haubic
- bateria parkowa

Stan etatowy liczył 1093 żołnierzy, w tym: oficerów – 150, podoficerów – 299, kanonierów – 644.
Na uzbrojeniu i wyposażeniu jednostki znajdowały się:
- 76 mm armaty – 24
- 122 mm haubice – 12
- rusznice przeciwpancerne – 12
- samochody – 108
- ciągniki – 24

|  |  |